# Кабан (каган)
Кабан, Габан або Глабан (Главан) (*д/н —бл. 690) — 3-й каган хозарський у 668—690 роках.

## Життєпис
Походив з династії Ашина. Можливо був сином кагана Ірбіса. Про діяльність Кабана відомо лише з фальшивої хроніки Джагфар Таріхи, тому існування самого Кабана, як й його поереденика Хальги ставиться під сумнів. Проти цього існує аргумент, що ця хроніка є сумішшю справжніх та вигаданих фактів. З огляду на це існування Кабан-кагана можливе. Згідно хроніки повалив кагана Хальгу.
Панування ймовірно приходилося на 668—690 роки. В будь-якому випадку за правляння хозарського кагана, якби він не звався, хозарські війська 672 року завдали поразки булгарському ханові Батбаяну, який визнав зверхність Хозарії. Слідом за цим було встановлено зверхність над слов'янськими племенами полян, северян, в'ятичів, балтським племенем голядь. У 670-х роках було встановлено зверхність над волзькими булгарами на чолі із ханом Котрагом.
У 680-х роках хозарські війська вступили у боротьбу з Арабським халіфатом за володіння Кавказом. В цій боротьбі їх союзниками були держава Сарір, кавказькі албанці та візантійці. У 684 році було завдано поразки іберійському ериставі Адарнасе II, який загинув. За цим здійснено вторгнення до власне Вірменського емірату. У 685 році було здійснено потужний похід до північної Персії. Втім закріпитися на підкорених землях не вдалося.
В результаті Хозарський каганат перетворився на потужну державу, що охоплювала області Волги, Дону, впливала на землі уздовж Дніпра. Водночас міста каганату перетворилися на важливі центри посередницької торгівлі між Середньою Азією, Персією, Кавказом, Європою та Візантією. Столиця переноситься з Ітиля до Семендеру.
Смерть кагана Кабана приходить на період між 688 та 690 роками, коли трон посів Ібузір Главан.